# Далга Арена
«Далга Арена» (азерб. Dalğa Arena) — стадион в посёлке Мардакян, в Азербайджане. Используется в основном для футбольных соревнований. На стадионе проводит свои матчи сборная Азербайджана по футболу.
Работы по сооружению стадиона начались 24 апреля 2010 года. Открыт стадион 6 июня 2011 года. На открытии стадиона участвовали президент АФФА Ровнаг Абдуллаев, президент УЕФА Мишель Платини и президент ФИФА Йозеф Блаттер.
Стадион «Далга Арена» в 2012 году принимал матчи чемпионата мира по футболу среди девушек до 17 лет, в 2013 году — матчи Кубка мира по футболу среди военнослужащих.